# ウミウシカクレエビ
ウミウシカクレエビ（Periclimenes imperator）は、テナガエビ科に分類されるエビの一種。

## 分布
インドネシア、オーストラリア北部、ハワイ、インド洋、紅海に分布。日本では駿河湾以南に分布する。

## 特徴
記載には4-7.6mmの8個体の標本が用いられ、形態的にPericlimenes rex と最も類似しているとされた。
サンゴ礁や岩礁に生息し、深度45mまで見られる。1.9cm程度になる。
ミカドウミウシ属などのウミウシ類やナマコ類の体表に共生し、まれにタツナミガイやウミエラのそばで生活することもある。体色は宿主によってさまざまに変異する。

## 人間との関わり
一部のペットショップでは販売されており、飼育することができる。